# Jordi Fernández
Jordi Fernández Torres (Badalona, 27 dicembre 1982) è un allenatore di pallacanestro spagnolo.